# Манько Леонід Степанович
Манько Леонід Степанович (нар. 1(14). VIII. 1915 р. -?) — голова ордена Леніна колгоспу «Алма-Ата» Талгарського р-ну. Алма-Атинської обл. Казахської РСР (з 1959). Герой Соціалістичної Праці (1966).Член КПРС з 1942 року.
Біографія
1935 — закінчив Талгарський сільсько-господарський технікум.
1935—1938 — співробітник Казахського науково-дослідного інституту землеробства.
1938—1940 — дільничний агроном Алма-Атинської МТС,
1940—1944 — старший агроном колгоспу ім. Мічуріна,
1944—1946 — начальник Алма-Атинського РайЗо,
1946—1948 — агроном підсобного господарства Казспоживспілки,
1948—1951 — старший агроном колгоспу ім. Мічуріна,
1951—1959 — голова колгоспу ім. Мічуріна Талгарського р-ну Алма-Атинської обл.

## Нагороди
- Два ордени Леніна.

- Орден Жовтневої революції.чотири Великі золоті та Велика срібна медаль ВСГВ.

- Диплом пошани та Золота медаль ВДНГ.

- Герой Соціалістичної Праці (1966).

Депутат Верховної Ради Казахської РСР 4-го скликання Бель-Булакский округ (член Президії).
Депутат Верховної Ради Казахської РСР 8-го скликання.
Депутат Алма-Атинської обласної Ради депутатів трудящих 6 — 12-го скликань.